# Pteromonnina cardiocarpa
Pteromonnina cardiocarpa är en jungfrulinsväxtart som först beskrevs av A. St.-hil., och fick sitt nu gällande namn av B. Eriksen. Pteromonnina cardiocarpa ingår i släktet Pteromonnina och familjen jungfrulinsväxter. Inga underarter finns listade i Catalogue of Life.